# Лонгли, Чарльз
Чарльз Томас Лонгли (англ. Charles Thomas Longley, 28 июля 1794, Рочестер, Кент — 27 октября 1868, Большой Лондон) — 92-й архиепископ Кентерберийский (1862—1868).

## Биография
Учился в Королевском колледже Св. Петра, известном также как Вестминстерская школа, на территории Вестминстерского аббатства, позднее — в Оксфордском университете. В 1823 был назначен викарием в Коули, Оксфордшир (en:Cowley, Oxfordshire), в 1827 году стал ректором церкви в деревне Уэст Титерли, Хэмпшир (en:West Tytherley), в 1829 году избран директором школы Хэрроу. В 1836 году рукоположён в епископа и занял кафедру Рипона и Лидса (en:Bishop of Ripon and Leeds), в 1856 году стал епископом Даремским, а в 1860 — архиепископом Йоркским.
В 1862 году премьер-министр Генри Пальмерстон назначил Чарльза Лонгли архиепископом Кентерберийским. Важными событиями его правления стала проблема низложения южноафриканского епископа Джона Коленсо, которое Лонгли отказался произвести, и первая Ламбетская конференция епископов всемирного англиканского сообщества 24 — 27 сентября 1867 года (одной из причин созыва которой стала как раз проблема Коленсо). В конференции приняли участие 78 епископов, как из самой Великобритании, так и из колоний, а также из зарубежных стран. С другой стороны, в 1868 году был отменён обязательный церковный налог, в эти же годы начался необратимый процесс лишения ирландской части единой церкви Англии и Ирландии официального государственного статуса.